# Militärflugplatz Dęblin

i7
i11
i13
Die 41 Baza Lotnictwa Szkolnego (41. Ausbildungsluftstützpunkt) ist ein Militärflugplatz der polnischen Luftstreitkräfte (Siły Powietrzne Rzeczypospolitej Polskiej). Die Basis liegt in der Woiwodschaft Lublin im Powiat Rycki (Landkreis Rycki) etwa drei Kilometer südöstlich von Dęblin. Der Flugplatz ist die Hauptbasis des 4. Fliegerischen Ausbildungsgeschwaders.

## Geschichte
Vor dem Zweiten Weltkrieg war auf dem Platz eine Flugschule und ein Ausrüstungsdepot der polnischen Luftwaffe stationiert. Nach dem deutschen Überfall auf Polen, lag der Flugplatz im als Generalgouvernement bezeichneten deutschbesetzten Polen. Ab 1940 nutzte ihn die Luftwaffe der Wehrmacht als Schule des Flieger-Ausbildungs-Regiments 21. Im Zuge des deutschen Überfalls auf die Sowjetunion lag im Juni eine Staffel der Aufklärungsgruppe 12 kurzzeitig hier. Im Jahre 1942 und 1943 waren kurzzeitig Teile des Schlachtgeschwaders 1, des Jagdgeschwaders 51 und des Schlachtgeschwaders 2 auf dem Platz stationiert. Ab Dezember 1943 kam dann für 6 Monate der Stab, die II. und III. Gruppe des Kampfgeschwaders 55 um von hier aus im Krieg gegen die Sowjetunion zu intervenieren. Anschließend kamen im Juli 1944 noch die III./JG 11 und die IV./JG 54, bevor am 25. Juli die Rote Armee den Platz einnahm.

## Heutige Nutzung
Der 41. Ausbildungsluftstützpunkt beherbergte 2019:
- 4. Geschwader der Fliegerschule (4. Skrzydło Lotnictwa Szkolnego), bestehend aus der fliegenden Gruppe mit vier fliegenden Staffeln, der 47. und 61. Eskadra Lotnicza (47 und 61 el), beide mit Mi-2 und SW-4 ausgerüstet, der 48. Eskadra Lotnicza (48 el) mit M346 (seit 2016) und der 58. Eskadra Lotnicza (58 el) mit TS-11. Hinzu kommen noch die Technische und die Unterstützungsgruppe und ein Wartungsbetrieb.

Daneben befinden sich noch folgende Ausbildungseinrichtungen auf dem Areal:
- Höhere Offiziersschule der LSK (Wyższa Szkoła Oficerska Sił Powietrznych)
- Unteroffiziersschule der LSK (Szkoła Podoficerska Sił Powietrznych)
- Luftfahrttechnisches Ausbildungszentrum (Centrum Szkolenia Inżynieryjno-Lotniczego)